# Tomáš Došek
Tomáš Došek (* 12. September 1978 in Karlovy Vary, Tschechoslowakei) ist ein ehemaliger  tschechischer Fußballspieler.

## Vereinskarriere
Došek begann seine Profikarriere 1997 beim tschechischen Klub Viktoria Pilsen, für den er zwei Saisonen lang spielte. Danach wechselte er zu Slavia Prag, wo er mit seinem Zwillingsbruder Lukáš zusammenspielte.
Nach einem fünfjährigen Aufenthalt bei Slavia Prag wechselte er zum österreichischen Rekordmeister Rapid Wien, wo er mit seinem Landsmann Marek Kincl zusammen den Sturm bildete und in der Saison 2004/05 den Meistertitel holte.
Nach diesem Erfolg wurde er an den FC Artmedia Bratislava verkauft, von wo er aber bereits nach fünf Monaten nach Polen zu Wisła Płock wechselte. Im Sommer 2007 kehrte Tomáš Došek nach Tschechien zurück und schloss sich dem 1. FC Brünn an.

## Nationalmannschaft
Došek spielte 2002 und 2003 dreimal in der tschechischen Fußballnationalmannschaft.